# أنثوني غونزاليز (ممثل)
أنثوني غونزاليز (بالإنجليزية: Anthony Gonzalez)‏ (مواليد 23 سبتمبر 2004 في لوس أنجلوس) هو ممثل أمريكي طفل. ظهر في بداية مسيرته في مسلسل الجسر سنة 2014، ومسلسل Criminal Minds: Beyond Borders سنة 2017. حقق نجاح كبير عند أدائه صوت ميغيل في فيلم كوكو، مكنه الدور من الحصول على عدة جوائز منها جائزة آني سنة 2018.

## الأعمال
| السنة | عنوان                          | الدور           | ملاحظات                       |
| ----- | ------------------------------ | --------------- | ----------------------------- |
| 2013  | El Factor X                    | Himself         |                               |
| 2014  | الجسر (مسلسل 2013)             | Young Boy       | Episode: "Lamia"              |
| 2015  | Imagination of Young           | Bruno           | فيلم قصير                     |
| 2017  | Criminal Minds: Beyond Borders | Polaroid        | Episode: "The Devil's Breath" |
| 2017  | كوكو                           | ميغيل           | دور صوتي                      |
| 2018  | Icebox                         | Oscar           |                               |
| 2018  | The Gospel Truth               | Solo singer #11 |                               |
| 2018  | السفينة الأخيرة                | Simon Barros    | 4 episodes                    |
| 2018  | وقح                            | Santiago        | 3 episodes                    |
| 2021  | Far Cry 6                      | Diego castillo  | دور صوتي و ممثل               |

## روابط خارجية
- أنثوني غونزاليز على موقع IMDb (الإنجليزية)
- أنثوني غونزاليز على موقع ميوزك برينز (الإنجليزية)
- أنثوني غونزاليز على موقع ميوزك برينز (الإنجليزية)
- أنثوني غونزاليز على موقع قاعدة بيانات الفيلم (الإنجليزية)